# Eurytoma pallidiceps
Eurytoma pallidiceps är en stekelart som beskrevs av Maximilian Spinola 1851. Eurytoma pallidiceps ingår i släktet Eurytoma och familjen kragglanssteklar. Inga underarter finns listade i Catalogue of Life.